# Блейк, Йохан
Йохан Блейк (англ. Yohan Blake; род. 26 декабря 1989, приход Сент-Джеймс) — ямайский легкоатлет, бегун на короткие дистанции. Олимпийский чемпион 2012 в эстафете 4×100 м, дважды серебряный призёр Олимпиады — на дистанциях 100 и 200 м, чемпион мира 2011 года в беге на 100 метров и в эстафете 4×100 метров. Чемпион мира среди юниоров 2006 года в эстафетном беге 4×100 метров. Обладатель мирового рекорда в эстафете 4×100 метров в составе сборной Ямайки (36,84 сек, Лондон 2012). Занимает 2-е место в списке самых быстрых бегунов на дистанции 100 метров за всё время — 9,69, и 2-е место в беге на 200 метров — 19,26. Является самым молодым спринтером, преодолевшим 10-секундный барьер в беге на 100 метров (в возрасте 19 лет, 196 дней).
Тренируется у Глена Миллса.

## Ранняя жизнь
Родился в приходе Сент-Джеймс в 1989 году. Учился в средней школе Сант-Яго в Спаниш-Тауне. До прихода в легкую атлетику играл в крикет.

## Спортивные достижения
На чемпионате мира 2011 года, после дисквалификации рекордсмена мира Усэйна Болта за единичный фальстарт, Блейк завоевал золотую медаль на дистанции 100 м с результатом 9,92 сек. На этапе «Бриллиантовой лиги» в Брюсселе на дистанции 200 метров показал второй результат за всю историю 19.26 сек.

## Личные достижения
| Событие    | Время (сек.) | Значение                            | Дата             |
| ---------- | ------------ | ----------------------------------- | ---------------- |
| 60 метров  | 6.75         | Медисон-сквер-гарден, Нью-Йорк, США | 1 Февраль 2008   |
| 100 метров | 9.69         | Лозанна, Швейцария                  | 23 Август 2012   |
| 150 метров | 14.71        | Манчестер, Англия                   | 17 Мая 2014      |
| 200 метров | 19.26        | Брюссель, Бельгия                   | 16 Сентябрь 2011 |
| 400 метров | 46.32        | Кингстон, Ямайка                    | 23 Марта 2013    |

- All information taken from IAAF profile[4]